# Deutscher Fassadenpreis

Logo der Brillux GmbH & Co. KG

Der Deutsche Fassadenpreis ist ein Architekturpreis, der von der Firma Brillux seit 1991 jährlich vergeben wird. Alle eingesandten Objekte müssen jeweils im Vorjahr mithilfe von Brillux-Produkten realisiert worden sein.
An dem Wettbewerb beteiligen sich inzwischen mehrere hundert Architekten, Handwerksbetriebe und Hausbesitzer aus Deutschland, Österreich und der Schweiz. 

## Deutscher Fassadenpreis vom FVHF
Vom Fachverband Baustoffe und Bauteile für vorgehängte hinterlüftete Fassaden e. V. (FVHF) in München wird jährlich der Deutsche Fassadenpreis für vorgehängte hinterlüftete Fassaden (VHF) verliehen.